# Louhijärvi (sjö i Finland)
Särkijärvi är en sjö i Finland. Den ligger i kommunen Kuopio i landskapet Norra Savolax, i den centrala delen av landet, 300 km nordost om huvudstaden Helsingfors. Särkijärvi ligger 85 meter över havet. I omgivningarna runt Särkijärvi växer i huvudsak blandskog. Den är 11,8 meter djup. Arean är 41,8 hektar och strandlinjen är 6,41 kilometer lång. Sjön  ingår i Vuoksens huvudavrinningsområde. 